# 주금용
주금용(1908년 2월 15일~1984년 10월 19일)은 대한민국의 정치인이다. 제4대 국회의원을 지냈다.

## 역대 선거 결과
|  | 0% |

|  | 0% |

|  | 35.49% |

|  | 6.55% |